# Pieter Cornelis Dommersen
Pieter Cornelis Dommersen, geboren als Dommershuisen, (Utrecht, 6 december 1833 - Hexham, Engeland, 18 november 1918 ?) was van oorsprong een Nederlands kunstschilder en aquarellist. Dommersen signeerde zijn werk onder meer met P.C. Dommersen, P.C. Dommershuisen en P.C. Dommershuizen.

## Familie
Dommersen werd in 1833 geboren te Utrecht als Pieter Cornelis Dommershuisen, buitenechtelijke zoon van Cornelia Dommershuisen. Hij was de oudere broer van de schilder Cornelis Christiaan Dommersen, eveneens een buitenechtelijke kind. Dommersen verhuisde aan het eind van de jaren vijftig van de negentiende eeuw naar Engeland. Daar trouwde hij in 1859 met Anna Petronella Synja. Hun eind 1859 geboren zoon William Raymond Dommersen (Dommerson) (1859-1927) werd ook kunstschilder en schilderde in dezelfde stijl als zijn vader en oom.

## Leven en werk
Dommersen specialiseerde zich in zee- en riviergezichten omdat gedurende de 19e eeuw een herleving van de belangstelling voor de zeeschilderkunst ontstond. Daarom reisde hij veel in het buitenland en schilderde ook in de Verenigde Staten, België, Engeland en Frankrijk zoals zijn landgenoot Abraham Hulk sr. dat ook deed en die zich uiteindelijk ook in Engeland vestigde. Daarnaast schilderde hij ook genrestukken, landschappen en historische taferelen. Zijn werk werd onder meer tentoongesteld in Amsterdam, Den Haag en Rotterdam. In Engeland werd zijn werk tentoongesteld in de Royal Academy of Arts, de Royal Society of British Artist, de Suffolk Street Galleries en het British Institution. Werk van Dommersen bevindt zich in musea te Amsterdam, Den Haag, Rotterdam en Utrecht, maar ook in meerdere Britse musea waar hij tentoonstelde en in particulier bezit.
Dommersen overleed waarschijnlijk in 1918 in Hexham in Engeland. Zijn vrouw Anna overleed eveneens in 1918 op 80-jarige leeftijd. Zij woonden in 1918 in de Hadrian Bungalow in Hexham.